# Maniân
Maniân (Menian, Manyã, Menien), jedno od plemena američkih Indijanaca porodice camacanian koji su živjeli na području istočnobrazilske države Bahia na rijeci Jequitihnonha.
Istoimeni jezik meien u porodicu kamakan klasificirao je američki jezikoslovac Merritt Ruhlen.